# 赤羽線
赤羽線（あかばねせん）は、東京都豊島区の池袋駅と東京都北区の赤羽駅を結ぶ東日本旅客鉄道（JR東日本）の鉄道路線（幹線）である。ただし、本路線は1985年（昭和60年）9月30日以降は運行系統の名称である「埼京線」と呼称・案内されている（詳細は後述）。
本稿では、埼京線開業後も当該区間の正式路線名称は赤羽線であるため、埼京線開業後の赤羽線区間についても記述する。なお、埼京線開業以降の同区間の旅客列車の運行形態については「埼京線#運行形態」を参照。
全線が旅客営業規則で定める電車特定区間、大都市近郊区間の「東京近郊区間」、およびIC乗車カード「Suica」の首都圏エリアに含まれている。

## 概要
「赤羽線」は、池袋駅と赤羽駅を板橋駅経由で結ぶ5.5kmの路線の正式名称（国有鉄道線路名称から引き継いだJR線路名称公告および国土交通省鉄道局監修『鉄道要覧』上）で、かつては旅客案内でもこの名称が用いられていた。東北新幹線の上野駅延伸の見返りに建設された当時の仮称通勤新線（赤羽駅 - 武蔵浦和駅 - 大宮駅間）と直通運転が始まった1985年（昭和60年）9月以降、この通勤新線と合わせた池袋駅 - 大宮駅間（後に大崎駅 - 大宮駅間に運行区間が拡大）が「埼京線」と案内されるようになった。
一方、『JR時刻表』の「埼京線」ページでは、「池袋 - 赤羽間は赤羽線」との表記がある。また、池袋駅 - 赤羽駅間の踏切、定期券や回数券、マルス端末発行による乗車券の経由表記においては、現在でも稀に赤羽線の表記が見られる。線路名称及び『鉄道要覧』上では大崎駅 - 池袋駅間が山手線、池袋駅 - 赤羽駅間が赤羽線、赤羽駅 - 武蔵浦和駅 - 大宮駅間は正式には東北本線の支線であり、いずれも埼京線という名の路線は存在しないことになっているが、JR東日本の公式路線図においては「赤羽線」の表記はなく、駅の案内等でも「埼京線」と表記しており、書類上と実態とでは違いが生じている。
当線はいわゆる湘南新宿ラインの池袋駅 - 赤羽駅間より約4km短く、当線では当該区間を途中2駅停車して8 - 10分で走行するのに対し、湘南新宿ラインの当該区間は10 - 11分ほどかかるため、先発した湘南新宿ラインの列車より、後発の当線経由の埼京線の列車の方が先着するダイヤが存在する。

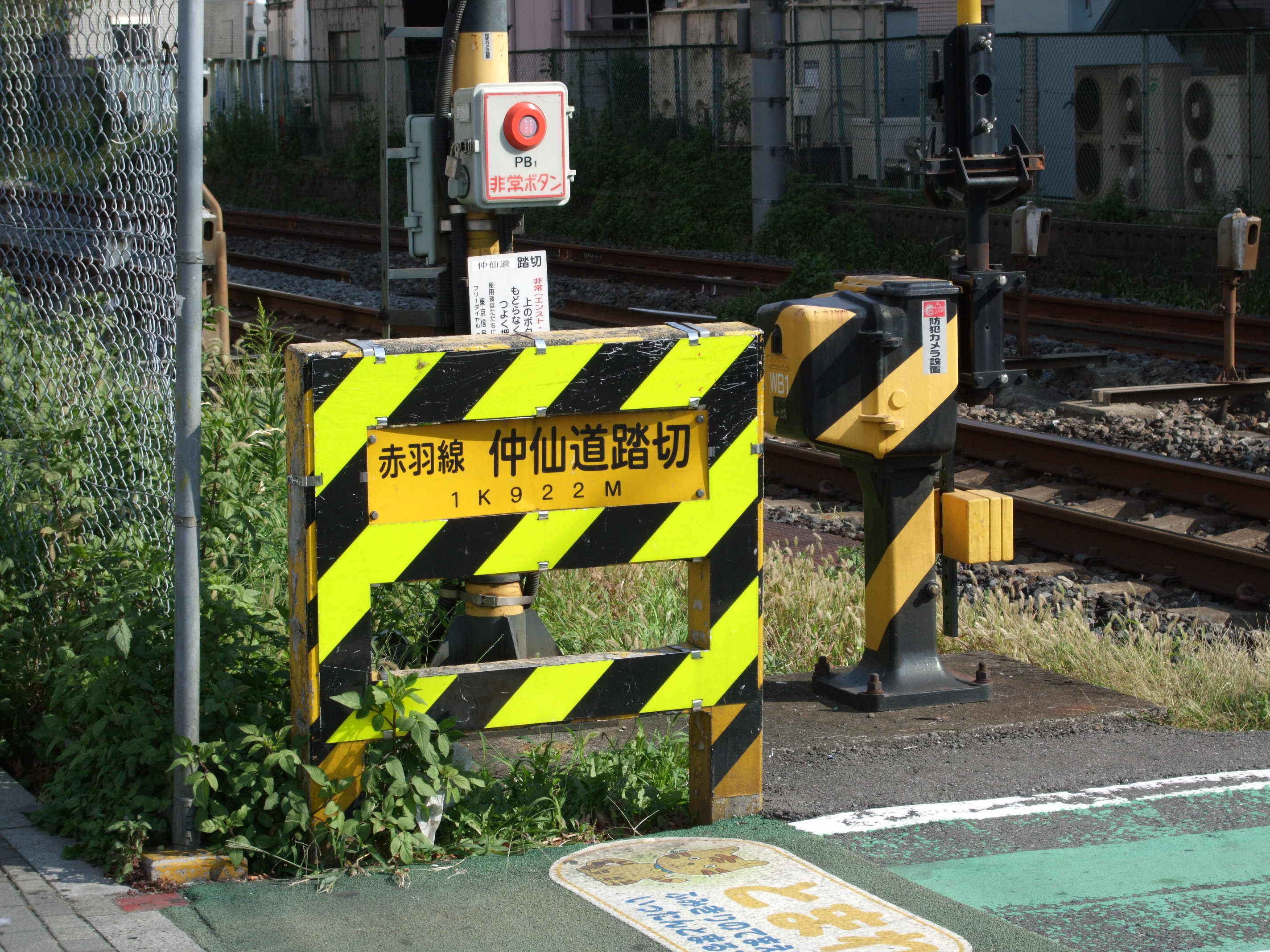
「赤羽線」と表記されている沿線の踏切の名称板（板橋駅 - 十条駅間）

## 歴史
本節では、品川線として開業した日本鉄道時代から1985年（昭和60年）9月30日の埼京線開業までの赤羽線の歴史・沿革（池袋駅 - 板橋駅間の日本貨物鉄道〈JR貨物〉の第二種鉄道事業については、その廃止日まで）について記述する。

### 沿革

#### 日本鉄道線
赤羽線は、日本鉄道が1883年（明治16年）7月28日に開業した上野駅 - 熊谷駅間の第一区線と官設鉄道との連絡線として1885年（明治18年）3月1日に開業した赤羽駅 - 板橋駅 - 新宿駅 - 渋谷駅 - 品川駅間の品川線が起源である。つまり、現在の赤羽線（埼京線）と山手線の一部が一体となって敷設された路線で、赤羽線の方が本線であった。現在も池袋駅では山手線の方が東にカーブを描いているのはそのためである。ただし、品川線開業当時の池袋駅は池袋信号所であった。
品川線の主たる目的は、官設鉄道との連絡と、横浜港からの鉄道資材や建築資材などや、群馬方面からの生糸を横浜港へ運ぶ輸送ルートの確保であり、現在は東京の通勤通学の最重要路線の中の山手線と赤羽線（埼京線）は、かつては貨物輸送を第一の目的として建設された路線であった。それでも、旅客営業を行っており、新橋駅 - 品川駅 - 渋谷駅 - 新宿駅 - 板橋駅 - 赤羽駅間を1日3往復で所要時間1時間15分で運行された。
1903年（明治36年）4月1日、同じ日本鉄道の路線だった隅田川線・土浦線へ線路をつなげるために、豊島線（池袋駅 - 田端駅間）が敷設された。その時に池袋信号所が池袋駅となり、同時に大塚駅と巣鴨駅が設置され、豊島線開業前の1901年（明治34年）8月に品川線（全線）・第一区線（上野駅 - 田端駅間）・秋葉原線（全線）を山手線と呼称することを決定、豊島線開業後それらと併せて山手線と呼ぶようになった。

#### 国有化後
1906年（明治39年）11月1日に日本鉄道が国有化された後、1909年（明治42年）10月12日に赤羽駅 - 品川駅間、池袋駅 - 田端駅間は正式に山手線となった。同年12月16日に電化、電車は烏森駅（現・新橋駅） - 品川駅 - 池袋駅 - 田端駅 - 上野駅間と池袋駅 - 赤羽駅間と分かれて運行された。1925年（大正14年）11月1日に山手線が環状運転を行うようになった時、環状運転をする電車は池袋駅 - 田端駅方面へ運行したため、実質的に池袋駅 - 赤羽駅間の方が支線のような状態となり（名目上は池袋駅 - 赤羽駅間が本線で、池袋駅 - 田端駅間は支線だった）、以降、同区間は「赤羽線」という通称名で呼ばれていた。1972年（昭和47年）7月15日の線路区間表示等が変更された際に、池袋駅 - 赤羽駅間を山手線から分離、それまで通称として使われてきた「赤羽線」が正式に路線の名称となった。
赤羽線が正式名称となる前から、池袋駅での発着番線は4番線（現・8番線）で、赤羽駅は東北貨物線に隣接したホームで発着していた。浦和・大宮方面と池袋・新宿といった、山手線の西側を結ぶ短絡線として利用が多い路線であり、1970年代頃からその方面からの輸送量の大幅増大による混雑と、東北・上越新幹線建設に伴う通過地域の通勤新線建設の要望などから、赤羽線をその通勤新線に直通させることになった。そののち1981年（昭和56年）12月6日に自動列車制御装置 (ATC) の使用開始、1983年（昭和58年）3月2日に赤羽駅の専用ホームが高架化され、池袋駅も同年10月2日に4番線から新設の1・2番線（現3・4番線）ホームに変更された。その後、1985年（昭和60年）9月30日に東北本線支線（赤羽駅 - 武蔵浦和駅 - 大宮駅）が開業し、同時に川越線の電化も行われ、赤羽線との直通運転が開始され、この時から赤羽線と東北本線支線は「埼京線」として案内されるようになった。
車両面では、戦後の1953年（昭和28年）頃から73系などが使用されていたが、1967年（昭和42年）4月に山手線の黄5号（カナリア色）の101系が転用され、黄色が赤羽線の路線色となった。しかし、101系運用時より黄緑6号（ウグイス色）の山手線の103系による代走が度々あった。1978年（昭和53年）3月1日に101系が103系に置き換わり、1編成を山手線との共通予備として黄緑色（一部の車両は黄色から黄緑色に戻した）としたため、黄緑色編成および黄緑・黄色の混色編成が多く見られた。なお、埼京線開業後は山手線と同じ黄緑色のラインカラーとなり、埼京線開業までに黄色の車両はすべて黄緑色に塗り替えられた（詳細は後述）。
開業当時から貨物輸送のメインルートの一つであった赤羽線であるが、戦後は山手貨物線や東北貨物線から当線を経由する貨物列車や、池袋駅・板橋駅は貨物の取扱があり、板橋駅発着のセメント輸送や砕石・砂利輸送、一般貨物（米や紙製品など）輸送列車が最盛期には1日4往復運転されていた。しかし、当線経由の貨物列車は、1978年（昭和53年）に山手貨物線経由に変更され、池袋駅の貨物扱いは1980年（昭和55年）に廃止となり、板橋駅発着の貨物列車も、1996年（平成8年）までに廃止された（詳細は後述）。

### 年表
- 1885年（明治18年）3月1日：日本鉄道品川線 品川駅 - 赤羽駅間が開業。現在の赤羽線にあたる区間に板橋駅が開業。
- 1902年（明治35年）5月10日：池袋信号所が開設。
- 1903年（明治36年）4月1日：池袋信号所が駅に変更され、池袋駅が開業。豊島線（池袋駅 - 田端駅間）開業。
- 1905年（明治38年）6月10日：十条駅（貨物駅）が開業。
- 1906年（明治39年）
  - 2月7日：十条駅（貨物駅）廃止。
  - 10月23日：池袋駅貨物取扱開始。
  - 11月1日：日本鉄道が国有化。
- 1909年（明治42年）
  - 10月12日：国有鉄道線路名称制定。山手線の一部となる。
  - 12月16日：赤羽駅 - 池袋駅 - 品川駅間が電化。赤羽駅 - 池袋駅間で電車運転開始。
- 1910年（明治43年）11月1日：十条駅開業。
- 1924年（大正13年）12月25日：板橋駅 - 池袋駅間が複線化。
- 1925年（大正14年）
  - 2月13日：十条駅 - 板橋駅間が複線化。
  - 3月31日：赤羽駅 - 十条駅間が複線化。
- 1961年（昭和36年）11月：73系の運用開始。
- 1965年（昭和40年）7月26日：7両編成の運用を8両編成化。ラッシュ時の混雑度を250%から220%へ緩和させる目的[21]。
- 1967年（昭和42年）4月：山手線用のカナリア色の101系が転用、同区間にて運用開始。
- 1972年（昭和47年）7月15日：池袋駅 - 赤羽駅間 (5.5km) が赤羽線として山手線から分離。
- 1978年（昭和53年）3月1日：運用車両を103系に置き換え完了。
- 1980年（昭和55年）5月20日：池袋駅貨物取扱廃止。
- 1981年（昭和56年）12月6日：自動列車制御装置 (ATC) 使用開始。ただし、池袋駅 - 板橋駅間は貨物列車も運行していたため、バックアップ区間として使用開始（現在は通常ATC区間）。
- 1983年（昭和58年）
  - 3月2日：赤羽駅ホームを高架線に切り替え[22]。
  - 10月2日：池袋駅の改良工事が完成。発着番線を旧・4番線（現・8番線）から新1・2番線（現3・4番線）に切り替えると共に、8両編成を10両編成に増強[23]。
- 1985年（昭和60年）9月30日：列車集中制御装置 (CTC) が導入。東北本線赤羽駅 - 武蔵浦和駅 - 大宮駅間の支線が開業、池袋駅 - 赤羽駅 - 武蔵浦和駅 - 大宮駅間が埼京線として川越線とも直通運転開始。
- 1987年（昭和62年）4月1日：国鉄分割民営化により東日本旅客鉄道が継承。日本貨物鉄道が池袋駅 - 板橋駅間の第二種鉄道事業者となる。板橋駅 - 赤羽駅間の貨物営業廃止。
- 1996年（平成8年）3月16日：池袋駅 - 板橋駅間の貨物列車設定廃止。
- 1999年（平成11年）3月31日：池袋駅 - 板橋駅間の日本貨物鉄道の第二種鉄道事業が廃止。
- 2026年（令和8年）7月1日（予定）：支社制から事業本部制への再編に伴い、当該区間の管轄がこれまでの首都圏本部から池袋事業本部に変更される[24]。

## 使用車両

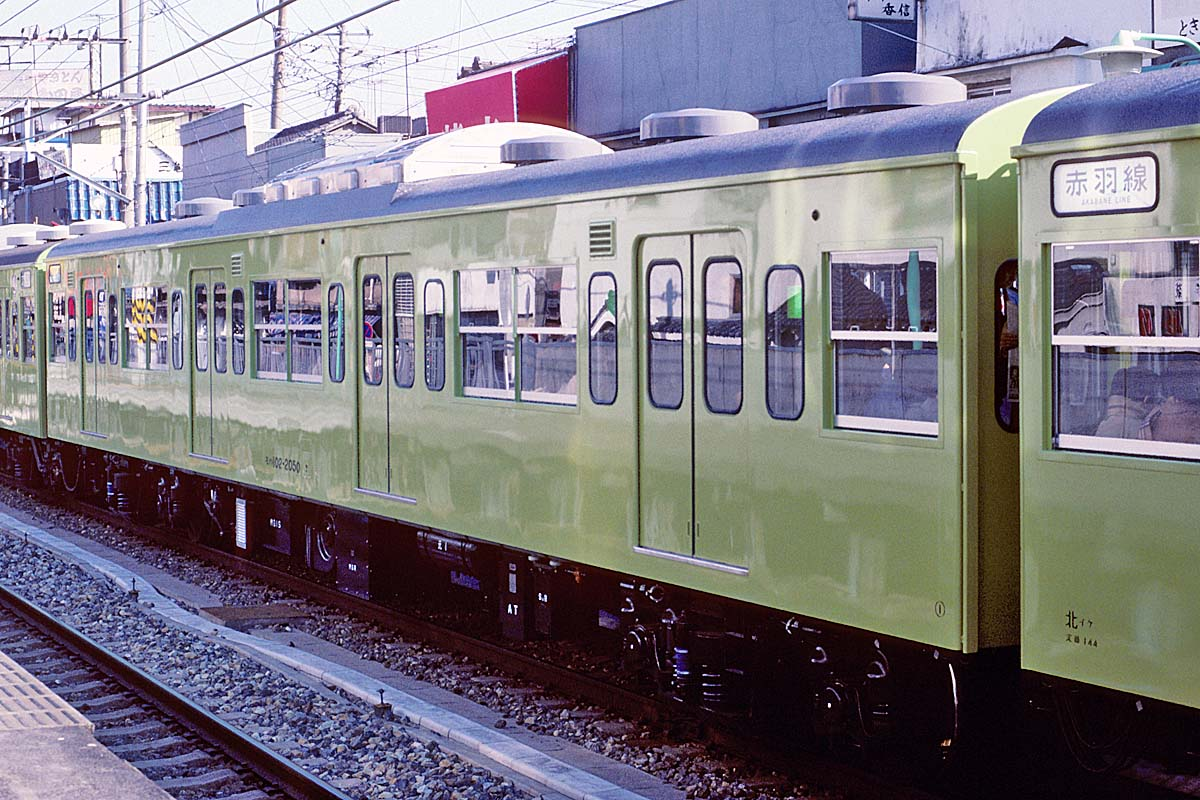
かつて赤羽線で運用されたモハ102-2050

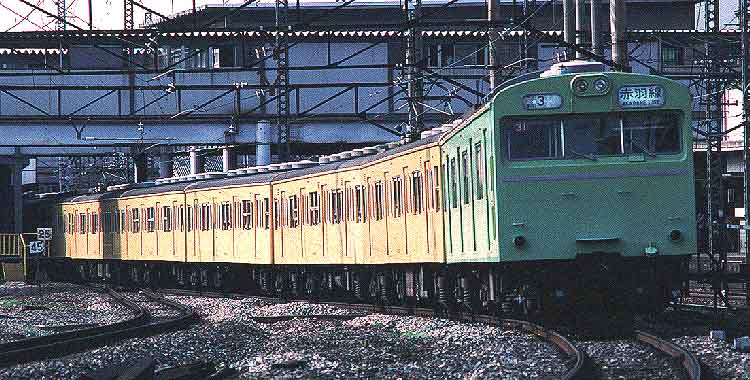
赤羽線103系 混色編成

本節では、1985年9月30日の埼京線開業直前までの使用車両の詳細及びそれ以降の使用車両を記述する。（本節の全体の出典…） 

### 1985年9月30日以前の使用車両
下記に示す車両は、全て電車である（■の色は車体色）。なお、所属車両基地は全て池袋電車区（現・池袋運輸区）。
- ■72系他 （1953年頃 - 1967年、末期の8両編成はサハ17形を1両組み込み）
- ■101系 （1967年 - 1978年、6M2Tの8両編成）
- ■■103系 （1978年 - 1985年、当初8両編成、1983年10月2日より10両編成。）

車両は1953年頃から旧型国電が使用され始め、同年代の通勤圏拡大に伴い、東北本線・高崎線方面から池袋・新宿・渋谷への通勤・通学客の増加に対応を重ね、1958年11月には4両編成→5両編成、1959年8月には5両編成→6両編成、1961年11月からは72系を中心とした7両編成に、1965年7月には当時の山手線と同じ8両編成となった。1967年（昭和42年）4月に山手線用のカナリア色の101系8両編成×5本40両が転用され、それに伴い黄色が赤羽線の路線色となった。101系運用時よりウグイス色の山手線の103系による代走がしばしばあったが、1972年6月23日に日暮里駅で起こった追突事故を契機に、山手線・京浜東北線・赤羽線に自動列車制御装置（ATC）を導入することになり、1978年3月1日までに運用車両を103系8両編成×5本40両に置き換え、101系は全車南武線に転用された。なお、投入された103系は、山手線用の車両をそのまま転用されたため、ウグイス色のまま運用され、また先頭車は全て低運転台クハ103形であった。1979年からATC対応の高運転台クハ103形が投入され、車両は順次ウグイス色→カナリア色へ塗り替えられた。1981年12月6日のATC使用開始後も8両編成で運用されていたが、1983年10月2日の池袋駅の発着ホーム移転に伴い全編成が10両編成化され、先頭車以外の中間車にも冷房車が新製投入された。その後、1985年9月30日の埼京線開業までに1編成を除き順次カナリア色→ウグイス色へと塗り替えられ、赤羽線のラインカラーであったカナリア色の電車の運用は終了した。
車両編成については、前述の通り72系運用時末期には、72系7両×サハ17形1両の8両編成で運用された。101系については、山手線に103系の新製投入に伴っての転用で、編成は（池袋方）McM'MM'TTMMc'（赤羽方）の8両編成で、車体の色はカナリア色、1969年に山手線から101系が撤退した後も、101系は継続運用された。なお、101系の中には、日除けのキセが分割形の初期車はおらず、1967年製で側扉がステンレス製のサハ101-126・126が含まれていた。また、101系当時の編成運用は、配置40両のうち使用32両・予備8両で1編成分の予備しかなかったので、前述の通り山手線用の103系の代走がしばしば見られた。103系については、1978年3月1日までに全車103系化された。編成は（池袋方）TcMM'TTMM'Tc（赤羽方）の8両編成で、全車山手線からの捻出車で、車体の色はウグイス色、編成中モハユニット（編成中間の電動車MM'）とサハ（編成中間の付随車T）は全車非冷房車、先頭車のクハ（制御車Tc）は低運転台非冷房車であったが、1編成のみ試作冷房車を量産化改造したクハ103-178・179でこの2両は冷房車であった。1979年からATC対応の高運転台クハ103形が投入され、各編成は順次ウグイス色→カナリア色へ塗り替えられた。その間は、先頭車ウグイス色、中間車カナリア色という編成も見られた。しかし、編成自体は山手線と同様に先頭車が冷房装置を搭載しているATC車でありながら、中間車が冷房電源のない非冷房車のため、冷房が使えないいわゆる「キセル編成」であった。そのため、夏季のみ編成の一部に山手線用103系冷房改造車モハユニットに組み替えて冷房を使用出来るようにした。1981年12月6日のATC使用開始時、クハ103-301・302の2両は「山手線の予備車兼用」としてウグイス色のままであったが、当線用の1編成の中間車6両をカナリア色→ウグイス色へ戻し、先頭車をクハ103-301・302の2両に差し替えて「山手線の予備編成兼用」となった。1983年10月2日に10連化用のモハユニットであるモハ103-787＋モハ102-2044他計10両が落成。これが103系最終増備車（最終ユニット車）に当たり、優先的に2・3号車と8・9号車へ組み込まれクハ103形の冷房電源スイッチが使用出来るようになった。また、翌年2月1日のダイヤ改正での福知山線短編成化による同線からのモハユニット2両（モハ103-776＋モハ102-2033）が転入、当線用のうち4編成（下線部が冷房車）が（池袋方）TcMM'TMM'TMM'Tc（赤羽方）、1編成が（池袋方）TcMM'TMM'TMM'Tc（赤羽方）となった。その後、当線用のカナリア色車は、埼京線開業と川越線電化開業の準備対策としてウグイス色へ変更、最終ユニット車も2年余りでウグイス色へ変更されて、当線用の全編成が埼京線・川越線の車両基地である川越電車区（現・川越車両センター）へ転属した。
行き先表示は101系と103系非冷房車は2段の両終点表示（上段「池袋」、下段「赤羽」。103系の一部は1行で「池袋←→赤羽」の物もあり）、103系冷房車は線名（「赤羽線」）を表示していた。埼京線開業直前時には、行き先方向幕が埼京線対応のものに交換されることとなり、従来の「赤羽線」の表示コマは「指扇」へ変更となった。このため、方向幕交換後の運用中における行き先表示はそれぞれ「池袋」・「赤羽」表示とされた。

### 1985年9月30日以降の使用車両
1985年9月30日の埼京線開業後は、103系（1985年 - 1990年）→205系（1989年 - 2016年）→E233系7000番台（2013年 - ）と変遷した。所属車両基地はすべて川越電車区（現・川越車両センター）である。なお、2002年12月1日から東京臨海高速鉄道の70-000形が、2019年11月30日から相模鉄道の12000系が乗り入れている。ただし、相模鉄道12000系の赤羽線区間への乗り入れは、代走などの場合を除き定期旅客列車では設定されておらず、通常ダイヤでは回送列車として板橋駅電留線に入線する場合のみ乗り入れる。

## 貨物輸送
元々日本鉄道時代の品川線の主たる目的は、官設鉄道との連絡と、上毛地方の生糸の横浜方面への貨物輸送であった。当時の生糸は、日本最大の輸出品であり、第一区線（現・高崎線）が1884年（明治17年）8月に前橋駅まで延伸されると、江戸時代以来の舟運や馬車などによる輸送から鉄道輸送へ移るようになり、品川駅での官設鉄道との接続で、鉄道貨物の重要性がますます認識されていった。その後の豊島線の開通、隅田川貨物駅の開業、日本鉄道の国有化後は、東京に発着または通過する貨物量が増大し、山手貨物線の新設や田端操車場開業などで対応していった。昭和に入ると、山手貨物線の線路容量不足が露呈してきたことから、武蔵野線を開通させ、当線や山手貨物線を通過する貨物列車の本数は減ったが、深夜を中心に当線を通過する貨物列車は、1978年（昭和53年）9月30日まで運行されていた。
池袋駅での貨物取扱開始は、国有化直前の1906年（明治39年）10月23日からで、貨物設備は旅客ホーム東側の西武池袋駅寄りにあり、構内は、着発線6線・仕訳線・積卸線・貨物留置線・引上線などの貨物用側線・貨物ホームが設置されていた。また、同駅構内には西武池袋線と、同駅 - 板橋駅間には東武東上線との貨物輸送をするための連絡線が存在していた。西武鉄道との連絡貨物輸送は、1976年（昭和51年）の武蔵野線新秋津駅 - 西武池袋線所沢駅間の連絡線開業まで行われたが、赤羽線への貨物輸送は、板橋駅までの砂利輸送であった。東武鉄道との連絡貨物は昔から多く、同駅には東上線連絡貨車用の留置線が2本設けられていた。また、東上線側には、1947年（昭和22年）5月1日から1964年（昭和39年）9月14日まで西山信号所が設置され、貨物列車の引渡しが、この連絡線を通じて行われていた。東武鉄道向け新車輸送も行われ、車両メーカーから同信号所経由で下板橋駅まで輸送されていた。
一方、板橋駅は開業時から旅客、貨物両用の駅であった。戦後になると構内には、池袋駅寄りの東側には住友セメント（現・住友大阪セメント）池袋包装所、同西側には日本食糧倉庫、赤羽寄りには紙倉庫への専用線がそれぞれ引かれ、包装所へはセメント輸送と砕石・砂利輸送の専用貨物列車が、日本食糧倉庫、紙倉庫へは一般貨物列車が設定され、最盛期には、セメント、砕石・砂利輸送1往復、日本食糧倉庫・紙倉庫への一般貨物3往復の計4往復が運転された。そのうち砕石・砂利輸送は、東武鉄道向けと西武鉄道向けから、後年は初狩駅へのトキ25000形が専用列車として運行された。一般貨物輸送は1日3往復の列車が運行されていたが、1984年（昭和59年）2月1日ダイヤ改正以降は国鉄の貨物輸送システム再構成による直行列車体系の再編成などから貨物列車が板橋駅へのセメントと砕石・砂利輸送のみとなったため、池袋駅寄り西側の日本食糧倉庫と赤羽寄りの紙倉庫の各専用線への貨物列車は廃止された。
その後貨物輸送は、1日1往復のみの東武会沢線上白石駅にあった住友セメント栃木工場からのタキ1900形のセメント専用貨物列車だけが残った。だかこの列車も、1996年（平成8年）3月16日で運行終了。これをもって、東京23区内のJR線の最後の旅客、貨物両用の駅であった板橋駅の貨物取扱が終了した。なお、1969年（昭和44年）頃まで、貨物列車の牽引は蒸気機関車D51牽引が残っていたが、その後、池袋駅 - 板橋駅間の貨物列車牽引は、ディーゼル機関車DD13、さらにDE10へと変わった。

## 沿線概況
本節では、当線全線の沿線概況を記述する。なお、埼京線赤羽駅 - 大宮駅間は埼京線#沿線概況を参照。（本節の全体の出典…）
赤羽線の起点は池袋駅であり、起点を示す0kmポストは現在の埼京線下りホーム4番線の脇にある。このホームは、1983年10月2日の赤羽線10両化に伴う新ホーム使用の際に設置されたホームで、以前は1・2番線を名乗っていたが、現在は3・4番線として使用され4番線に下り線が入っている。また、上りホームは、1988年3月13日の東北線（現在は愛称である宇都宮線と案内）・高崎線中距離列車の当駅への乗り入れに伴い、赤羽線（→埼京線）ホームの東側に新設された、元中距離列車用のホーム（現：1・2番線）を使用している。上り線は池袋駅の北側で湘南新宿ライン（山手貨物線）の線路を立体交差して跨ぎ、池袋駅では1番線に入る。
池袋駅を出ると、西側に山手線の池袋運輸区（旧・池袋電車区）への回送線、東側に埼京線などの同区への回送線に挟まれ進み、山手貨物線が東側へカーブして離れていくと、西側へカーブしながら山手線本線をオーバークロスし、池袋駅西口と東口を結ぶ池袋大橋をアンダークロスして、それぞれの回送線と平面交差、その先に同区の出入口が東側にある。回送線と平面交差後東武東上線の線路側に近づき、当線と平行になったところで川越街道（国道254号）と首都高速5号池袋線がオーバークロス、同線は北池袋駅まで平行し、同線が西側へカーブして離れると板橋駅へ至る。
板橋駅の手前で東側へカーブし、その先に1面2線のホームがある。同駅は、かつて東京23区内のJR線の旅客駅の中で唯一貨物取扱をしていた駅で、広い構内を持ち、構内池袋駅寄り東側にはセメント工場、同池袋駅寄り西側には食糧倉庫、同赤羽駅寄りには紙倉庫があった（詳細は、板橋駅#貨物取扱を参照）。板橋駅を出ると、旧中山道が渡る仲仙道踏切を通過、そこから下り勾配で中山道（国道17号）と首都高速中央環状線をアンダークロスすると、盛り土の上を通って石神井川を渡り、東側へカーブすると掘割の間を進み、掘割が終わると東側に東京都立王子特別支援学校や北区立十条富士見中学校、西側に東京家政大学板橋キャンパスの施設に挟まれたところを進み、十条駅へ至る。
十条駅は、対向式ホームと呼ばれる上下線ホームが向かい合わせの構造となっている（同じ構造のホームを持つ東京23区内のJR線の駅は、横須賀線西大井駅、中央線水道橋駅、総武線秋葉原駅、浅草橋駅、山手線・中央線代々木駅と少数）。
十条駅を出ると、住宅街がひしめく中を進む。再び掘割構造となり、環状7号線（通称：環七通り）をアンダークロスすると、洪積平野が広がる。西側に清水坂公園が見え、東側より湘南新宿ライン（東北貨物線）、宇都宮線・高崎線、京浜東北線の線路が近づく。当線を含む4路線が平行した所で、東北・上越・北陸新幹線の高架が覆いかぶさるように上を横断し、同線の真上で平行になり、そして西側へカーブする。その先に赤羽駅があり、当線は7・8番線ホームに到着する。このホームは、1983年3月2日に、赤羽駅にある4面のホームの中でいち早く高架に切り替わったホームで、使用開始以来当線及び埼京線専用のホームとなっている。

## データ

### 路線データ
- 管轄（事業種別）：東日本旅客鉄道（第一種鉄道事業者）首都圏本部
- 区間（営業キロ）：池袋駅 - 赤羽駅 5.5km
- 軌間：1067mm
- 駅数：4（起終点駅含む）
  - 赤羽線所属駅に限定した場合、山手線所属の池袋駅および東北本線所属の赤羽駅[43]が除外され、2駅となる。
- 複線区間：全線
- 電化区間：全線（直流1500V）
- 閉塞方式：移動閉塞式
- 保安装置：ATACS

### 駅一覧
- 特定都区市内制度適用範囲の駅 … 山：東京山手線内、区：東京都区内
- 全駅東京都内に所在。
- 板橋駅 - 十条駅間で板橋区を通過するが、駅は設置されていない。

| 駅番号 | 駅名        | 営業キロ | 営業キロ | 所在地 |
| 駅番号 | 駅名        | 駅間     | 累計     | 所在地 |
| ------ | ----------- | -------- | -------- | ------ |
| JA 12  | 池袋駅 山区 | -        | 0.0      | 豊島区 |
| JA 13  | 板橋駅 区   | 1.8      | 1.8      | 北区   |
| JA 14  | 十条駅 区   | 1.7      | 3.5      | 北区   |
| JA 15  | 赤羽駅 区   | 2.0      | 5.5      | 北区   |

### 廃駅
- 十条駅（初代）：1906年廃止、池袋駅から3.0km付近[42]。

### 平均通過人員
各年度の平均通過人員（人/日）は以下のとおりである。なお、開示区間は「埼京線」として案内されている。
| 年度                   | 平均通過人員（人/日） | 出典   |
| 年度                   | 池袋 - 赤羽           | 出典   |
| ---------------------- | --------------------- | ------ |
| 2011年度（平成23年度） | 698,830               | [ 44 ] |
| 2012年度（平成24年度） | 712,013               | [ 44 ] |
| 2013年度（平成25年度） | 730,718               | [ 44 ] |
| 2014年度（平成26年度） | 724,382               | [ 44 ] |
| 2015年度（平成27年度） | 732,145               | [ 44 ] |
| 2016年度（平成28年度） | 738,295               | [ 45 ] |
| 2017年度（平成29年度） | 747,124               | [ 45 ] |
| 2018年度（平成30年度） | 752,645               | [ 45 ] |
| 2019年度（令和元年度） | 747,326               | [ 45 ] |
| 2020年度（令和02年度） | 514,038               | [ 45 ] |
| 2021年度（令和03年度） | 563,187               | [ 46 ] |
| 2022年度（令和04年度） | 629,849               | [ 46 ] |
| 2023年度（令和05年度） | 671,032               | [ 47 ] |

## 運賃及び料金の計算経路の特例
旅客営業規則第67条の規定では、「旅客運賃・料金は、旅客の実際乗車する経路及び発着の順序によって計算する。」となっているが、赤羽線を含むいわゆる電車大環状線区間については、同規則第70条から、普通旅客運賃・急行料金及び特別車両料金は最も短い営業キロによって計算され、経路の指定は行われない。また、旅客営業規則第70条の2及び旅客営業取扱基準規程第110条から、赤羽駅以遠（川口駅方面）の各駅と池袋駅以遠（目白駅方面）の各駅との相互間を、東北本線及び山手線経由で直通運転する列車に乗車するときの運賃、急行料金及び特別車両料金は、赤羽線（板橋駅）経由で計算するので、前述の経路を経由する湘南新宿ラインの普通運賃やグリーン車の乗車料金およびスペーシア日光・きぬがわなどの普通運賃や特急料金は、赤羽線経由で計算される。ただし、普通運賃については電車大環状線の規定が適用されるため、前記の規定はグリーン車の乗車料金や特急料金のみに事実上適用される。さらに、電車大環状線内の各駅発着の普通運賃については、同規則第160条において、その区間内の乗車券の券面に表示された経路にかかわらず、迂回乗車することができることも含め、赤羽線は前記規定の適用経路となっている。
なお、前記の規則および基準規定に関連して、赤羽駅以遠（川口駅または北赤羽駅方面）の各駅と池袋駅以遠（目白駅方面）の各駅との相互間発着の定期乗車券を田端駅経由で購入した場合、湘南新宿ラインと京浜東北線・山手線に加えて埼京線（北赤羽駅以北）にも乗車でき、東十条駅 - 大塚駅の各駅でも乗降できるが、十条駅・板橋駅での乗降はできない。

## 連続立体交差事業
十条駅周辺にて、連続立体交差事業（鉄道高架化）の事業化を進める計画がある。